# Йоганн Баптіст Циммерманн
Йоганн Баптіст Циммерманн (нім. Johann Baptist Zimmermann; 3 січня 1680, Гайспойнт поблизу Вессобрунна — 2 березня 1758, Мюнхен) — був баварським живописцем та скульптором, одним із найвизначніших представників бароко та рококо в Німеччині.
Походив із мистецької родини скульпторів, що створювали так звану нім. Wessobrunner Schule. Художню освіту здобув в Аугсбурзі. Він часто співпрацював з братом, архітектором і скульптором, Домініком Циммерманном. З 1727 року був скульптором баварського двору.